# Sundbybergs centrum (Stockholms tunnelbana)
Sundbybergs centrum ist eine unterirdische Station der Stockholmer U-Bahn. Sie befindet sich im Stadtteil Centrala Sundbyberg der Gemeinde Sundbyberg. Die Station wird von der Blå linjen des Stockholmer U-Bahn-Systems bedient. Sie gehört zu den eher mäßig frequentierten Stationen des U-Bahn-Netzes. An einem normalen Werktag steigen 12.300 Pendler hier zu. Dazu 14.300 Pendeltåg, 5.300 Tvärbanan und 5.000 Busse.
Es besteht außerdem die Möglichkeit an der oberirdischen Station Sundbyberg in den Pendeltåg und in diverse Regionalzüge der schwedischen Bahngesellschaft SJ umzusteigen. Am südlichen Bahnhofsvorplatz hält die Tvärbana sowie einige Busse. Weitere Busse halten am nördlichen Bahnhofsvorplatz.
Die Station wurde am 19. August 1985 als 97. Station der Tunnelbana in Betrieb genommen, als der Abschnitt der Blå linjen zwischen Västra skogen und Rinkeby eröffnet wurde. Die Bahnsteige befinden sich ca. 26 Meter unter der Erde. Die Station liegt zwischen den Stationen Solna strand und Duvbo. Bis zum Stockholmer Hauptbahnhof sind es etwa sieben Kilometer.